# Türi (stacja kolejowa)
Türi – stacja kolejowa w miejscowości Türi, w prowincji Järvamaa, w Estonii. Położona jest na linii Tallinn – Viljandi.
Dawniej stacja węzłowa. Zaczynała się tu linia do Tamsalu, obecnie rozebrana.

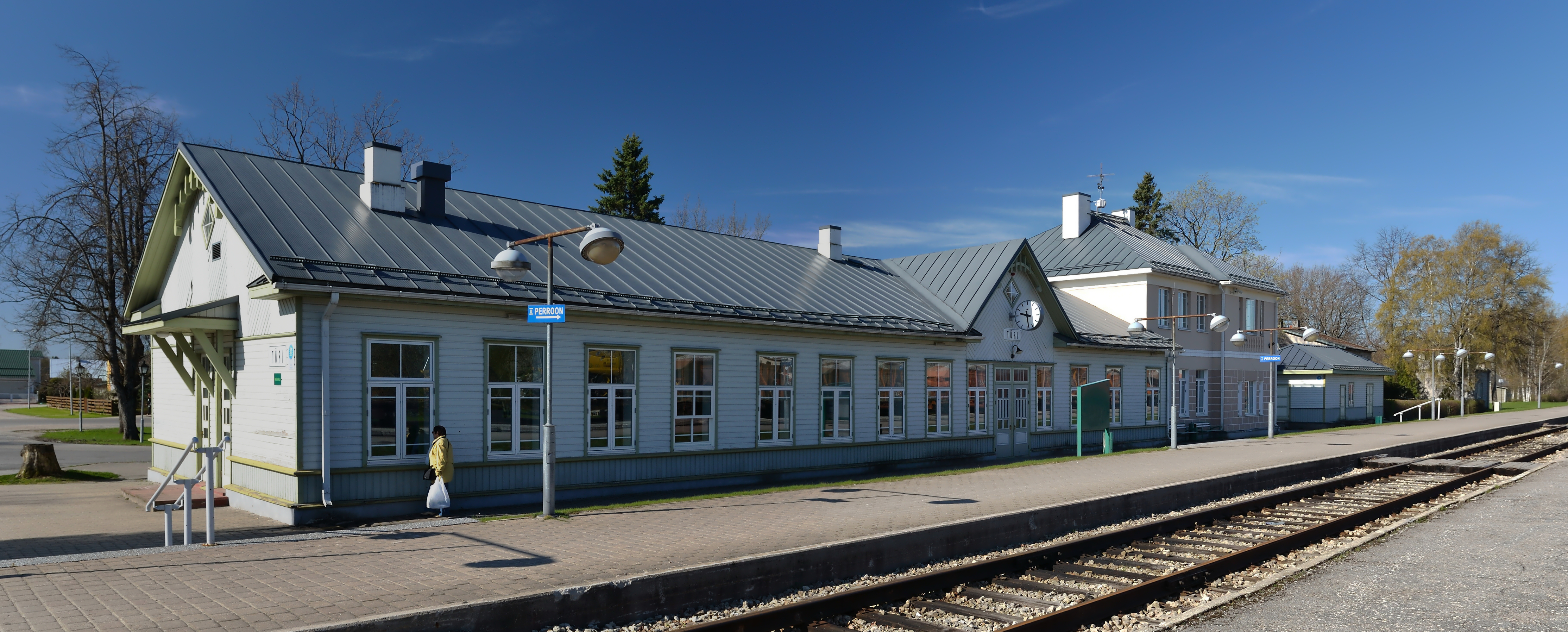
budynek stacyjny
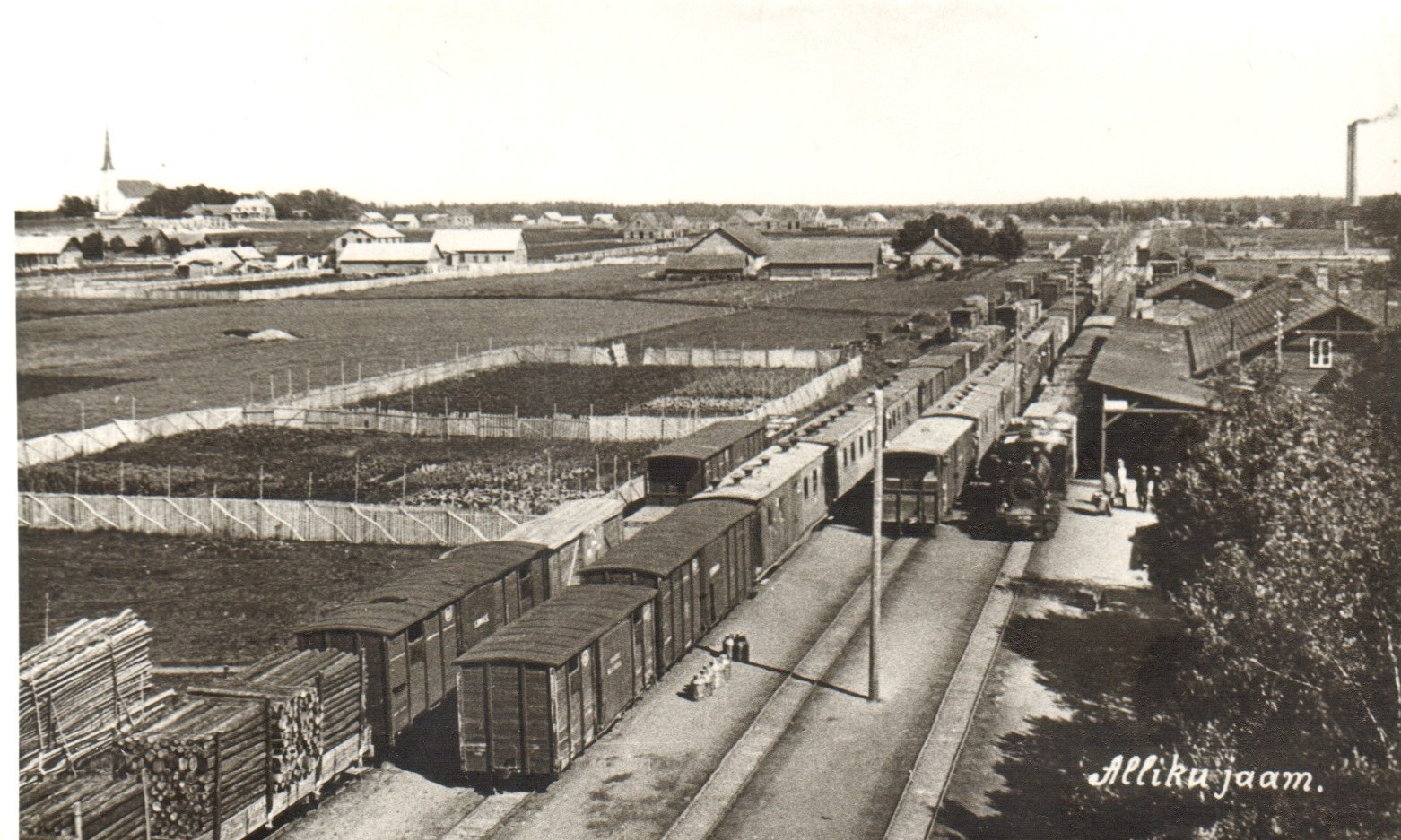
stacja w okresie międzywojennym